# Rai (Einheit)
Der Rai (in Thai: ไร่) ist ein in Thailand gebräuchliches Maß für einen Flächeninhalt. Die Maße wurden 1923 und nochmals am 17. Dezember 1932 durch Gesetz neu bestimmt.
Er ist in Thailand das gebräuchliche Flächenmaß bei Größenangaben von Feldern und Bauland, sowohl in der Umgangssprache als auch in allen staatlichen Landbesitzurkunden. Architekten verwenden daneben die Größen des internationalen Einheitensystems.
- 1 Rai = 1600 Quadratmeter
- 1 Rai = 400 Quadrat-Wa (Tarang Wa)
- 1 Rai = 4 Ngan
- 1 Rai = 16 Ar = 0,16 Hektar

- 1 km² = 625 Rai

In einem eher symbolischen Sinn war Rai in der Feudalgesellschaft Siams vom 15. Jahrhundert bis 1899 auch die Einheit, in der das Sakdina, d. h. der gesellschaftliche Rang einer Person, bemessen wurde.